# Arkadi Flato
Arkadi Flato, także Arcadi, Arkady Flato (zm. w 1942 w Warszawie) – skrzypek, muzyk jazzowy i dyrygent. Jeden z prekursorów jazzu w Polsce. Muzyk i aranżer tang argentyńskich.
Kiedy w Niemczech w 1933 roku do władzy doszli naziści, wielu muzyków o żydowskich korzeniach wyjechało z Niemiec. Wśród nich była orkiestra Flato, Ady Rosner (trąbka), Erwin Woheller (saksofon).  Flato był jednym z muzyków, którzy zapoczątkowali ruch jazzowy w Polsce. W czasie II wojny w warszawskim getcie otworzył kawiarnię Tawerna Cygańska. Był aranżerem dla polskiego radia i orkiestry studia Odeon. W 1941 roku grał jako solista w kawiarni Nowoczesnej na Nowolipki 10 w Warszawie z orkiestrą Artura Golda oraz z Władysławem Szpilmanem w programie Wielki Festiwal Romansów Cygańskich. Według Jerzego Płaczkiewicza Flato był jednym z dwóch muzyków, którzy aranżowali muzykę tanga w przedwojennej Polsce w jej charakterystycznym argentyńskim brzmieniu z ostrymi akcentami. Prowadził orkiestrę Arcadi Flato Orchestra. Grał na koncercie 3-01-1942 w getcie warszawskim.